# キュクロープス

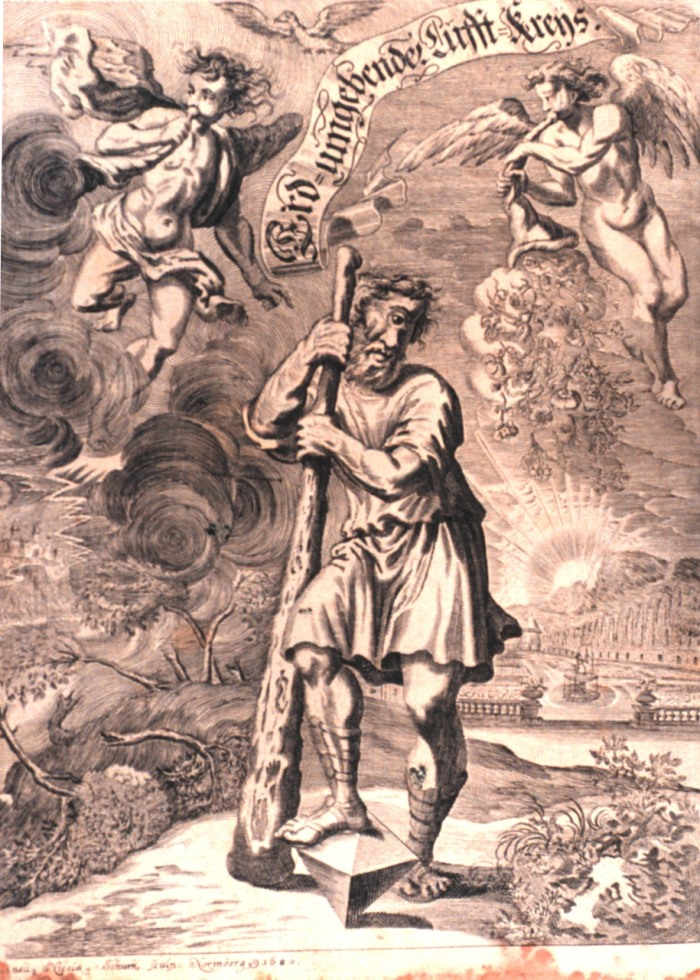
エラスムス・フランキスキ（Erasmus Francisci）の著書に見られるキュクロープスの挿絵

キュクロープス（古希: Κύκλωψ、古代ギリシア語ラテン翻字: Kúklōps）は、ギリシア神話に登場する卓越した鍛冶技術を持つ単眼の巨人であり、下級神の一族である。
長母音を省略してキュクロプスとも表記される。英語読みのサイクロプス (Cyclops) でも知られる。

## 呼称
古代ギリシア語の「Κύκλωψ」の原義は「κύκλος（kýklos、 円、丸）」と「ὤψ（ṓps、 眼）」から求められる「丸い眼」にあり、額の中央に丸い眼が1つだけ付いていることに由来する。
ラテン語名 Cyclops（キュクロープス）。英語名は Cyclops（サイクロプス）であり、この英語名の発音も仮名転写され、日本語では一般的となっている。フランス語では cyclope （スィクロプ）、ドイツ語では Kyklop （キュクロープ）。中国語では「独眼巨人」、もしくは、音訳で「基克洛普斯」と記す。
なお、その名に因んだ事象、および、ここから派生した二次創作物については「サイクロプス」を参照

## 神としてのキュクロープス
天空神ウーラノスと大地母神ガイアの息子たちで、アルゲース（落雷）、ステロペース（電光）、ブロンテース（雷鳴）の3兄弟から構成される。これらの名前が示す通りキュクロープスたちは嵐の精であったと考えられる。
彼らは父神に嫌われ、兄弟族のヘカトンケイル族とともに奈落タルタロスへ落とされた。兄弟族のティーターン神の1人クロノスが政権を握ったあとに一時解放されたが、その後再びタルタロスに拘禁された。しかし、ティーターノマキアーの時、ゼウスらによって解放される。キュクロープス達はその礼として、ゼウスには雷霆を、ポセイドーンには三叉の銛を、ハーデースには隠れ兜を造った。
以後はヘーパイストスのもとで鍛冶業を続けたといわれる。その一方で、息子アスクレーピオスをゼウスの稲妻で失ったアポローンの八つ当たりを食らい、虐殺されたという悲劇的な異伝もある。

## 怪物としてのキュクロープス

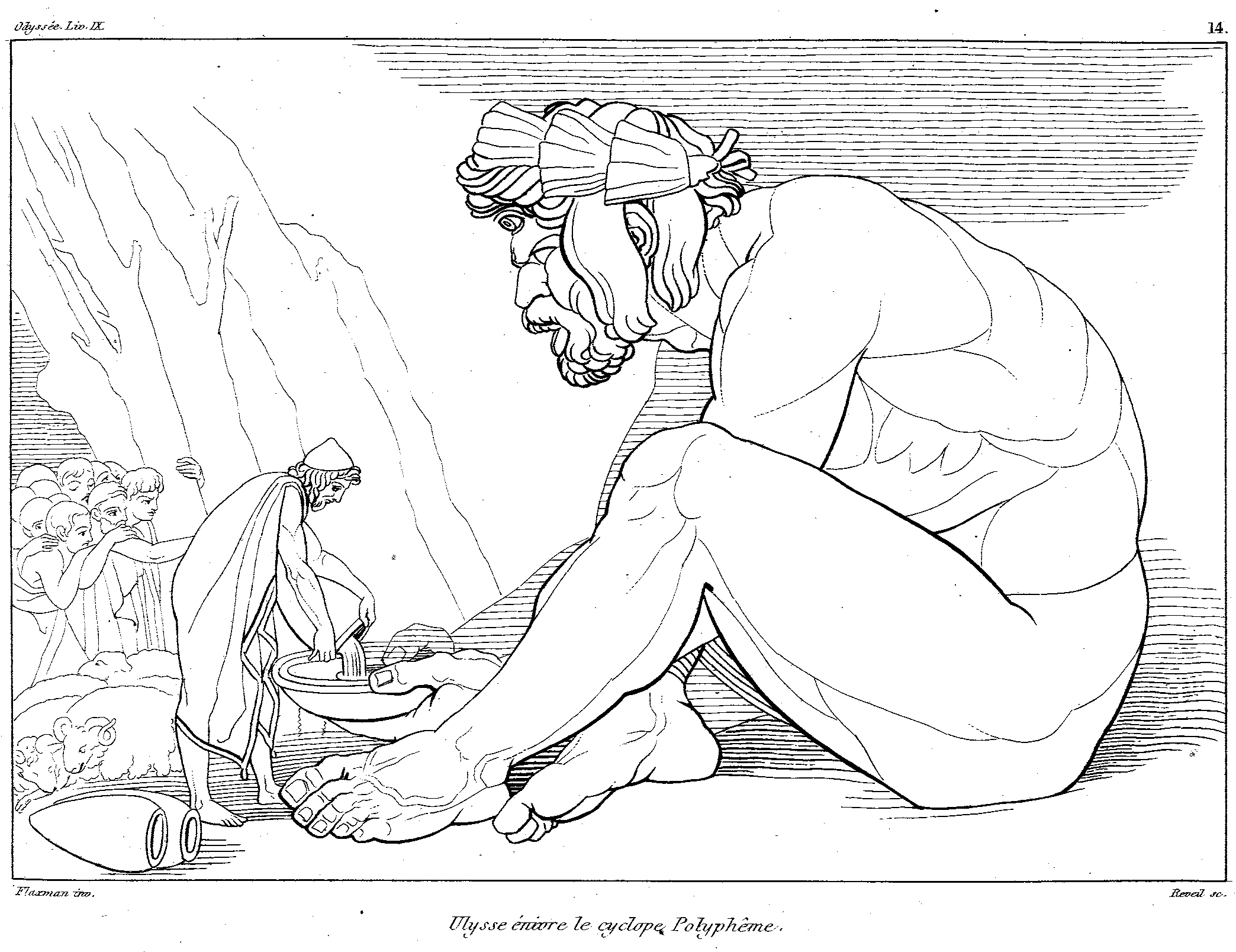
『オデュッセイア』に登場する単眼巨人ポリュペーモス。

ホメーロスの叙事詩『オデュッセイア』の第9歌に登場するキュクロープス族は、上述の高次元的存在としてのキュクロープスとは大きく異なり、旅人を食らうただ粗暴なだけの怪物である。ポセイドーン神を父に持つポリュペーモスも含めて、そうであった。

## キュクロープスの巨石建造物
イオーニア人・アカイア人・ドーリア人という第3派ギリシア人より前の時代のペロポネーソス半島ではミュケーナイ（ミケーネ）、ティーリュンス、アルゴスなどに代表されるミュケーナイ文明が栄えたが、それらは巨石によって城砦その他を築き上げるものであった。
遅れてこの地に入り定着した第3派ギリシア人は、先人が残した大掛かりな巨石建造物の数々を見るにつけ、これらを巨人キュクロープスの手になるものと考え、「キュクロープスの石造物」と呼び倣わすようになったらしい。

## 芸術作品の中のキュクロープス

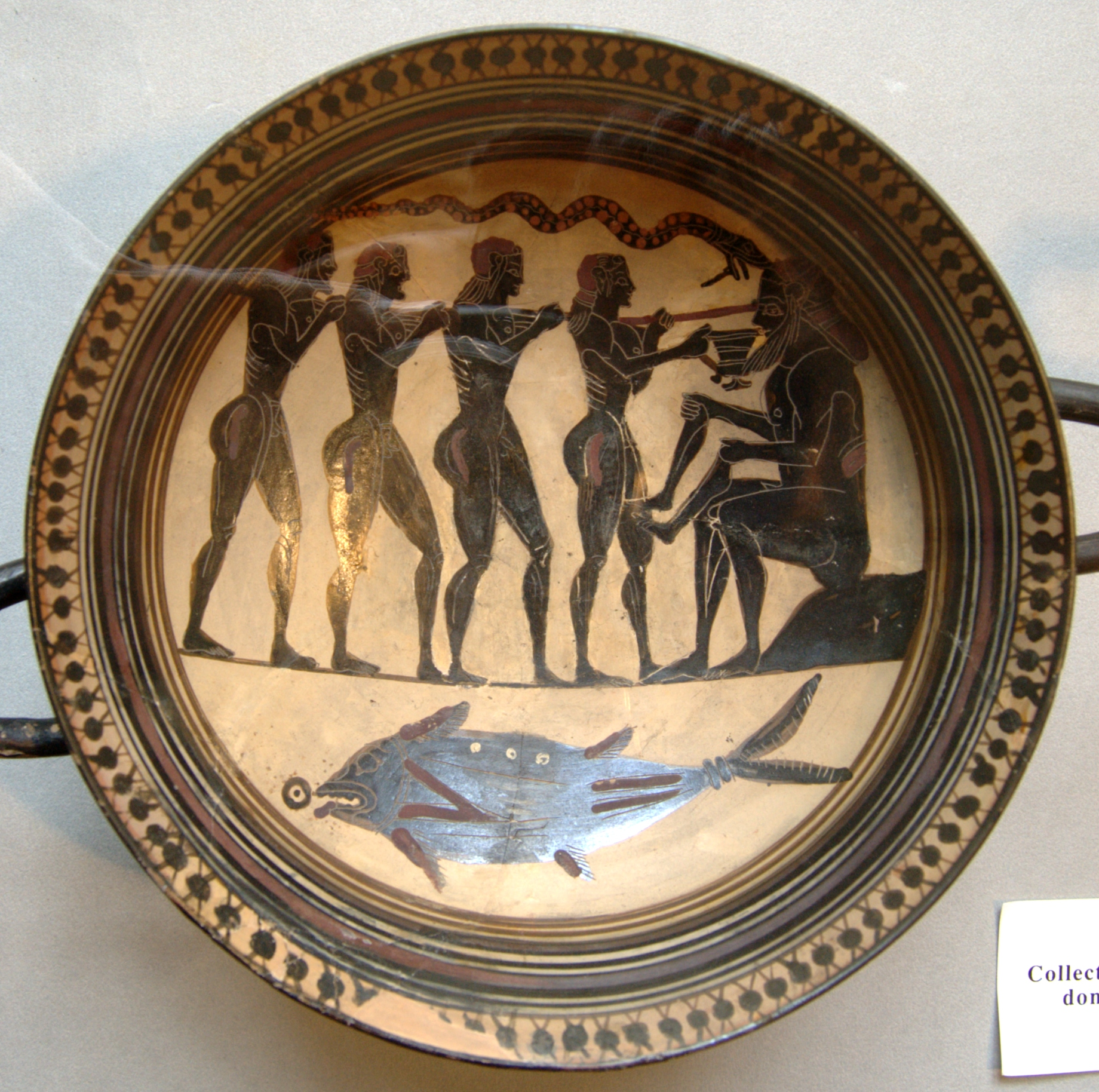
ラコーニア陶器の大皿に描かれたポリュペーモス（右）とオデュッセウスの部下達。部下達は2人ずつ食われていきながら、ワインで酔わせて裏をかこうとしている。紀元前565 - 560年。
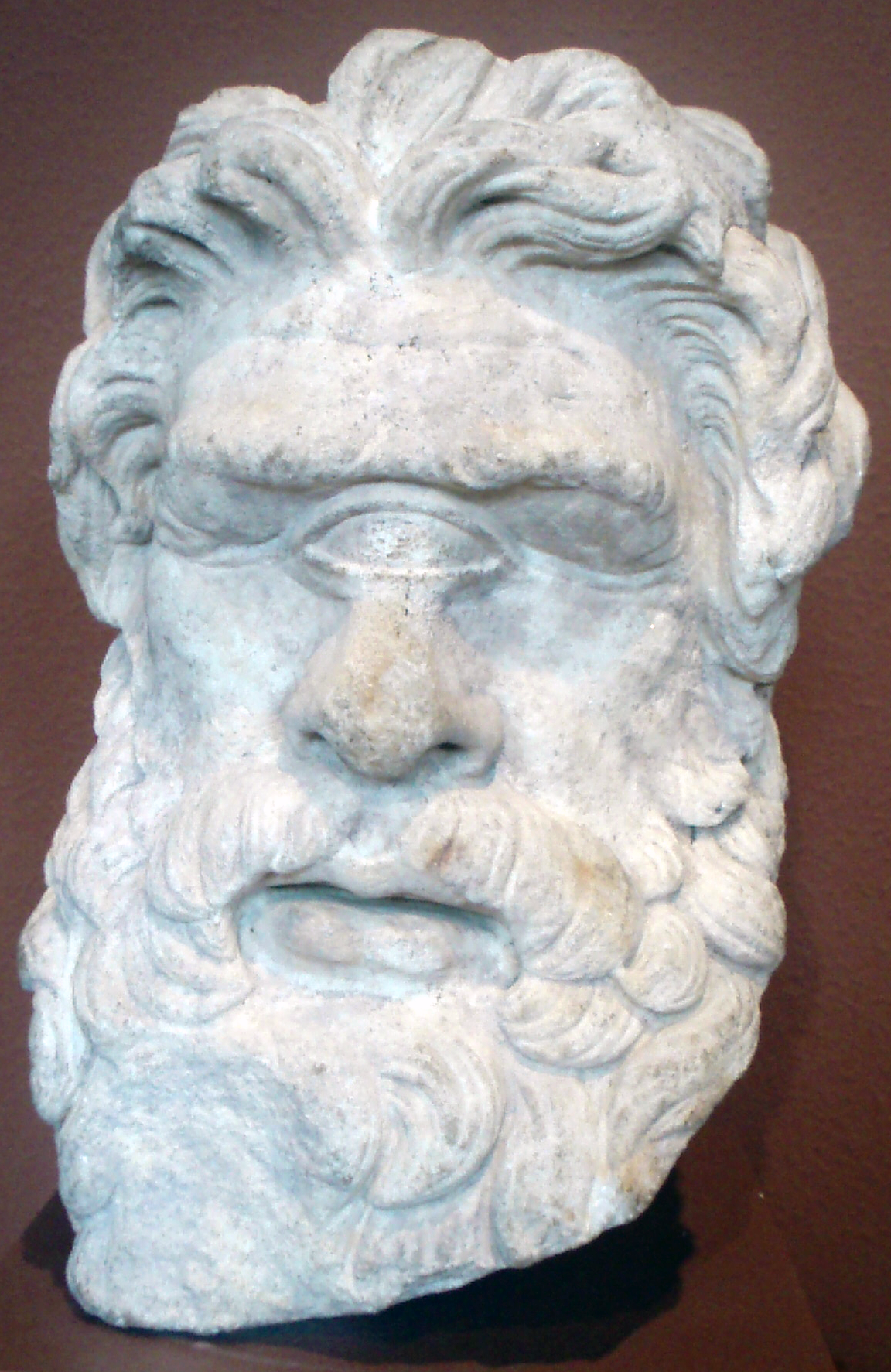
タソス島出土のポリュペーモスの大理石像。紀元前2世紀、古代ローマによる模造（あるいは、ギリシア人によるオリジナルの作）。
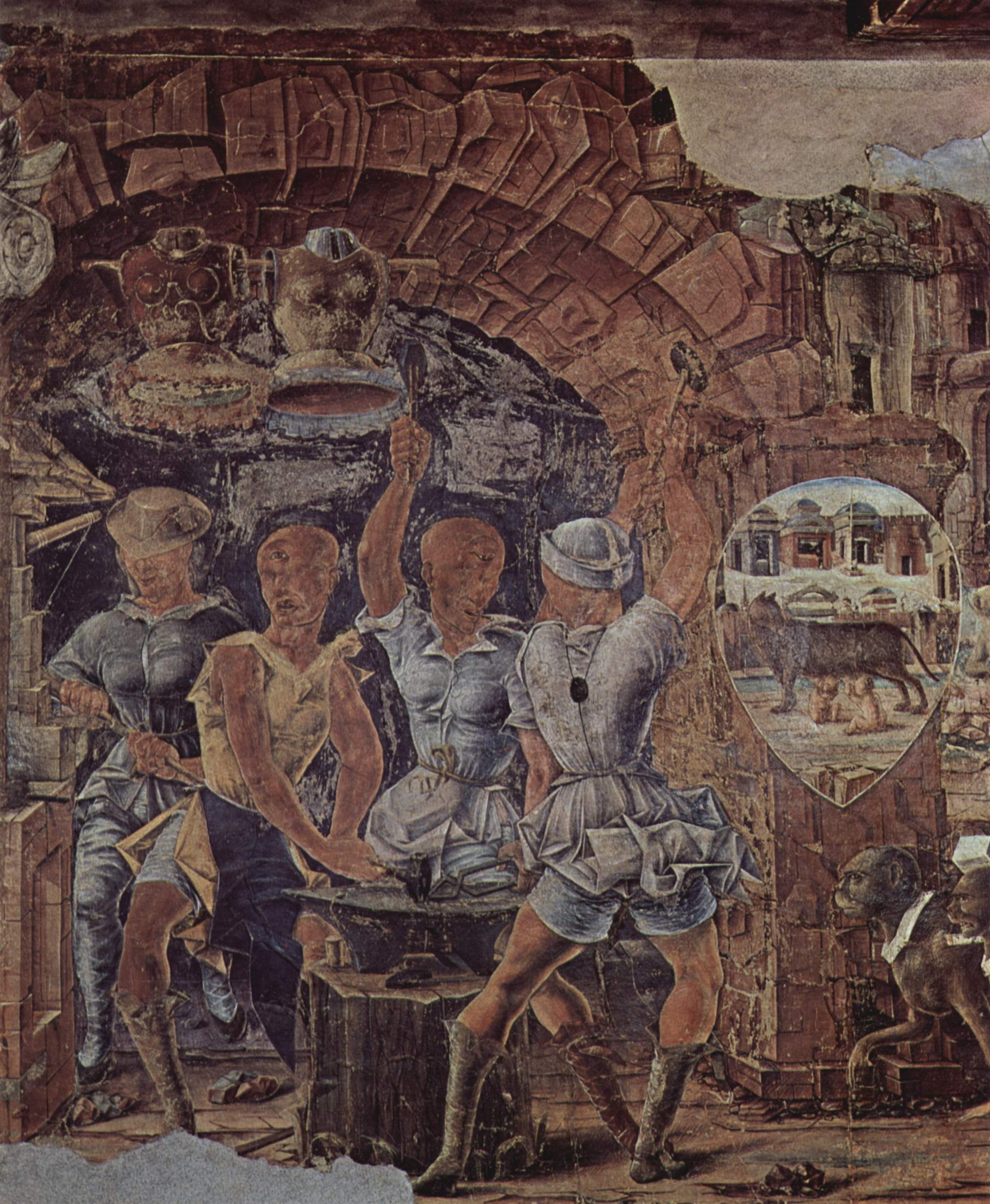
コズメ・トゥーラの筆によるスキファノイア宮殿の壁画、その一部より。キュクロープスとして描かれた鍛冶職人（1469年 - 1471年）。
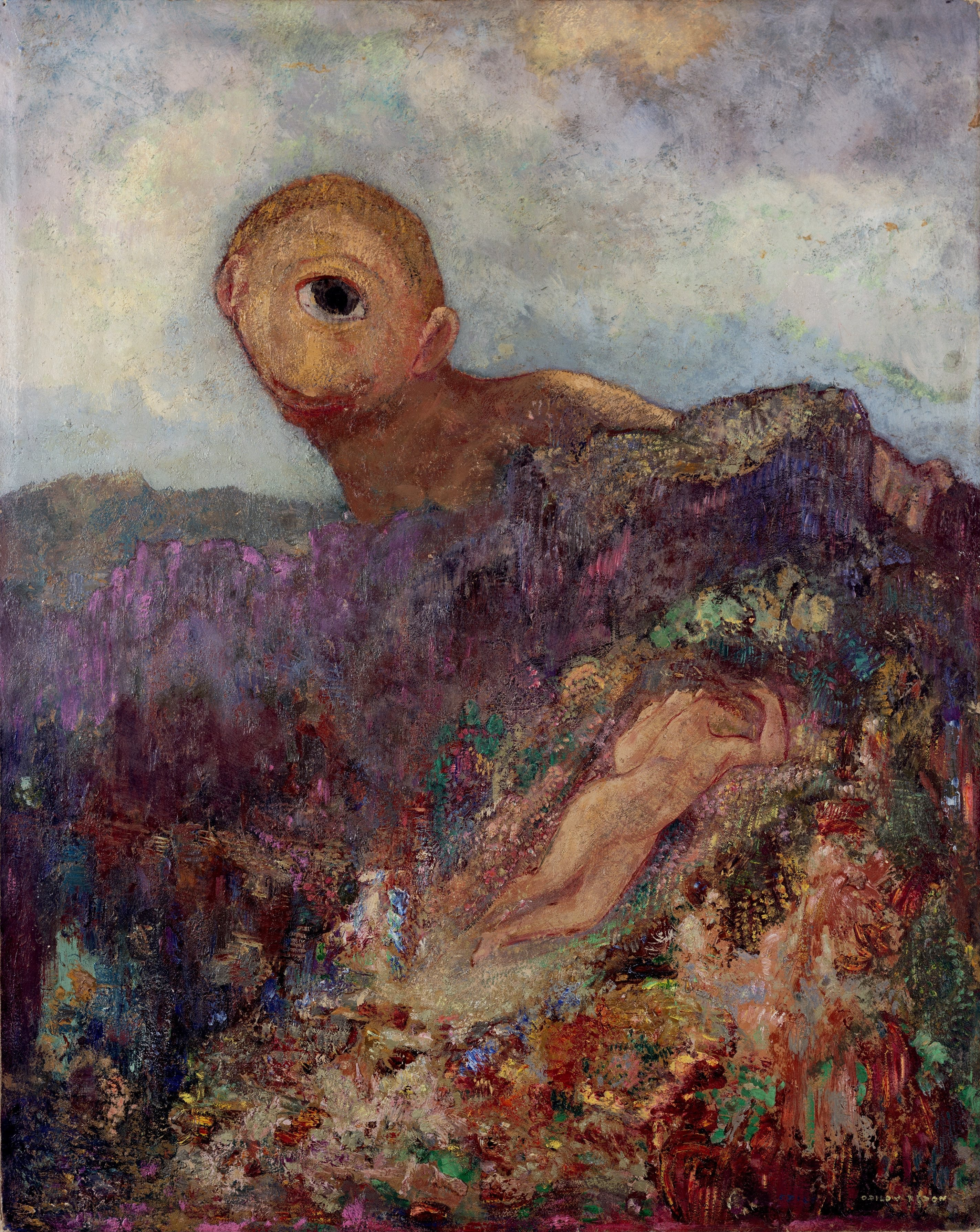
オディロン・ルドン作『キュクロープス』。1914年。オランダ・オッテルローのクレラー・ミュラー美術館 所蔵。

## 単眼の意味

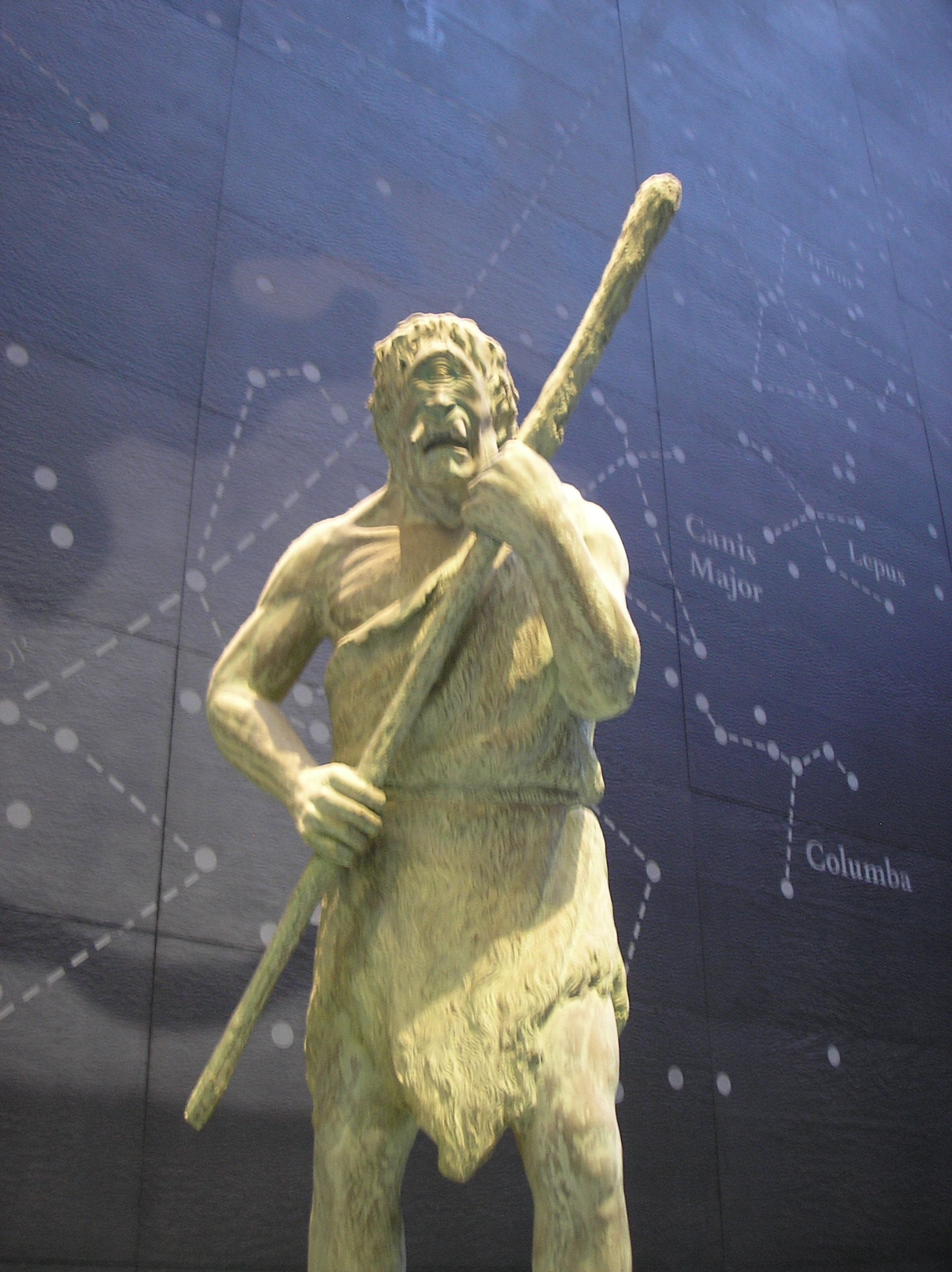
英国はロンドン自然史博物館の地質博物館内、地球ギャラリーに展示されているキュクロープスの模型。

天目一箇神（アメノマヒトツノカミ）と天津麻羅（アマツマラ）はともに日本神話に登場する製鉄と鍛冶の神であり、キュクロープスと同じく、1つ眼である。同様に、たたら製鉄に関連して神に近い巨人であるダイダラボッチも隻眼とされる場合がある。また、妖怪・一本だたらは先の天目一箇神が凋落した姿とも考えられている。これら、製鉄（全世界的にはさらに古きを含めて「製錬」と言うべき）と隻眼（単眼）の関連性については「隻眼#神話・伝説の中の隻眼」を参照。